# Lober (Mulde)
Der  Lober ist ein Zufluss der Mulde in der Leipziger Tieflandsbucht in Sachsen und Sachsen-Anhalt. Er mündet nicht mehr über seinen ursprünglichen Unterlauf in die Mulde, sondern über den Lober-Leine-Kanal. Bis zu Letzterem ist der Lober etwa zwanzig Kilometer lang, zusammen ungefähr 36,3 Kilometer.

## Name
Der Name könnte mit r-Suffix vom germanischen Wortstamm *alba- für 'Kies' abgeleitet und dann zu *Labar- slawisiert worden sein. Die Bedeutung wäre demnach „Fluss mit kieshaltigem Bett“ gewesen.

## Verlauf
Zur Aufrechterhaltung des Braunkohlebergbaus wurde der Verlauf des Flusses mehrfach stark verändert.

### Natürlicher Verlauf
Die Quelle des Flusses lag südlich von Zschölkau und verlief durch Rackwitz nach Lössen. Hier vereinte er sich mit dem Wölkaugraben. Im weiteren Verlauf flossen in Zschortau der Kreumaer Graben und bei Zschepen der Strengbach als weitere Nebenläufe in den Bach. In Delitzsch speist er den so genannten Wallgraben, den damaligen Schutzgraben vor der Stadtmauer. Weiterhin wurde er zum Betreiben einiger Wassermühlen genutzt. Danach durchfloss er die Stadt Bitterfeld. Bis zur Mündung in die Mulde nach ca. 30 km strömten weitere kleine Bäche in den Fluss.

### Heutiger Verlauf
Die Quelle ist durch die Grundwasserabsenkung infolge der Braunkohlengewinnung versiegt. Es fließt vorrangig Oberflächenwasser der Felder und Ortschaften hinein. Ab der Ortschaft Rackwitz ist der Bach kanalisiert und mit Folie abgedichtet. Durch den Schladitzer See – der ehemals zu einem Tagebau gehörte – wird der Bach unterbrochen. Er fließt von Rackwitz als neuer Kanal direkt nach Zschortau. Ab Wolteritz – nach der Unterbrechung – wird er als Entwässerungsgraben genutzt und vereint sich mit dem Neuen Kanal in Zschortau wieder.
Die Folienabdichtung wurde mit Wabengittersteinen abgedeckt und er diente zum Abtransport der Pumpenabwässer der Tagebaue.
Der Verlauf bis Delitzsch ist künstlich verbreitert worden oder befindet sich unmittelbar neben dem alten Bachbett. Ab Benndorf ist zwischen 1949 und 1951 der so genannte Lober-Leine-Kanal angelegt worden, da die ursprünglichen Flussbetten dem Tagebau Goitzsche weichen mussten. Er stellt den heutigen Unterlauf dar und mündet bei Löbnitz in die Mulde.

### Planung
Die Unterbrechung beim Schladitzer See soll durch einen „Bypass“ geschlossen werden und der Lober soll als Überlauf sowohl des Schladitzer- als auch des Werbeliner Sees dienen. Damit wieder eine natürliche Vernässung der Uferbereiche erfolgen kann, soll die Foliensperrung durchstochen oder beseitigt werden.